# Saint-Martin-de-Belleville
Saint-Martin-de-Belleville è un comune francese soppresso e località del dipartimento della Savoia della regione dell'Alvernia-Rodano-Alpi. Dal 1º gennaio 2016 si è fuso con il comune di Villarlurin per formare il nuovo comune di Les Belleville.

## Geografia fisica
Saint-Martin-de-Belleville occupa la maggior parte della valle di Belleville, situata a sud di Moûtiers. Comprende molti valloni selvaggi e degli spazi naturali protetti che accolgono una fauna e una flora diversificata.
Accesso: dalla biforcazione principale di Moûtiers, bisogna seguire le indicazioni.

## Storia
La valle di Belleville fu per molto tempo ripiegata su se stessa, le popolazioni vivevano grazie all'allevamento e allo sfruttamento delle foreste.

## Società

### Evoluzione demografica
Abitanti censiti